# میزوری سیتی (میزوری)
میزوری سیتی (به انگلیسی: Missouri City) یک شهر در ایالات متحده آمریکا است که در شهرستان کلی، میزوری واقع شده‌است. میزوری سیتی ۲٫۹۵ کیلومتر مربع مساحت و ۲۶۷ نفر جمعیت دارد و ۲۲۱ متر بالاتر از سطح دریا واقع شده‌است.